# (47294) Blanský les
(47294) Blanský les – planetoida z grupy pasa głównego asteroid okrążająca Słońce w ciągu 3 lat i 178 dni w średniej odległości 2,3 j.a. Została odkryta 28 listopada 1999 roku w Obserwatorium Kleť w pobliżu Czeskich Budziejowic przez Janę Tichą i Miloša Tichego. Nazwa planetoidy pochodzi od Blanský’ego lesu, gór na południu Czech, których głównym szczytem jest Kleť oraz nazwy terenu chronionego. Przed je nadaniem planetoida nosiła oznaczenie tymczasowe (47294) 1999 WM1.